# Perimplantite
La perimplantite è un processo infiammatorio, che colpisce i tessuti intorno all'impianto osteointegrato portando ad una perdita del tessuto osseo di sostegno.
La causa o è infettiva, o è un'errata passivazione implanto-protesica (trauma occlusale), anche se clinicamente si possono riscontrare entrambe le cause.
L'esame radiografico permette di distinguere facilmente una perimplantite da trauma occlusale da una batterica.
Per salvaguardare il processo di osteointegrazione, si utilizzano terapie che comprendono l'uso di farmaci antibiotici, antinfiammatori, oltreché un'eventuale revisione di curettage chirurgico dell'area interessata, ed anche la rigenerazione ossea guidata (GBR).
Tutte le terapie puntano a eliminare i batteri dalla superficie dell'impianto sia a cielo coperto (senza incidere la gengiva e vedere) che a cielo aperto (incidendo la gengiva e sollevandola).
Le terapie a cielo chiuso hanno dalla loro minore invasività ma non possono essere associate a rigenerazione dell'osso che richiede sempre il sollevamento di un lembo, inoltre essendo terapie alla cieca non permettono di visualizzare e controllare le aree se pulite.
Tra le terapie meccaniche vi è l'uso di strumenti come curettes, il getto di bicarbonato o altre polveri,ed anche quello di frese per rimuovere tutte le spire e le rugosità implantari.
Terapie non meccaniche prevedono l'uso di soluzioni antisettiche ed antibiotiche, sia sotto forma di lavaggi che in forme a lento rilascio dal gel alle fibre impregnate.
Il Laser può sterilizzare le superfici.
Limite comune di tutte le terapie che si limitano a eliminare i batteri disinfettando o sterilizzando è che essi ricolonizzeranno gli spazi in quanto i batteri non si trovano solo sugli impianti. Diviene fondamentale correggere tali difetti ossei perché non tornino ad essere serbatoi di infezione.
La GBR è utile in questo senso, a meno che di ricorrere a terapie resettive che porteranno le superfici decontaminate all'aperto in zone pulibili.